# Athos
För andra betydelser, se Athos (olika betydelser).
Athos (grekiska: Άγιο Ὄρος Agio Oros, 'Heliga berget') eller Atos är ett berg och en halvö belägen i det historiska grekiska landskapet Makedonien i norra Grekland. Halvön utgör en autonom stat under grekisk överhöghet, och där finns 20 östortodoxa kloster. Endast munkar får bo på Athos, och 2011 bodde där ungefär 1 800 män. För att besöka halvön krävs specialtillstånd, och inga kvinnor får besöka den. Platsen upptogs på Unescos världsarvslista 1988.

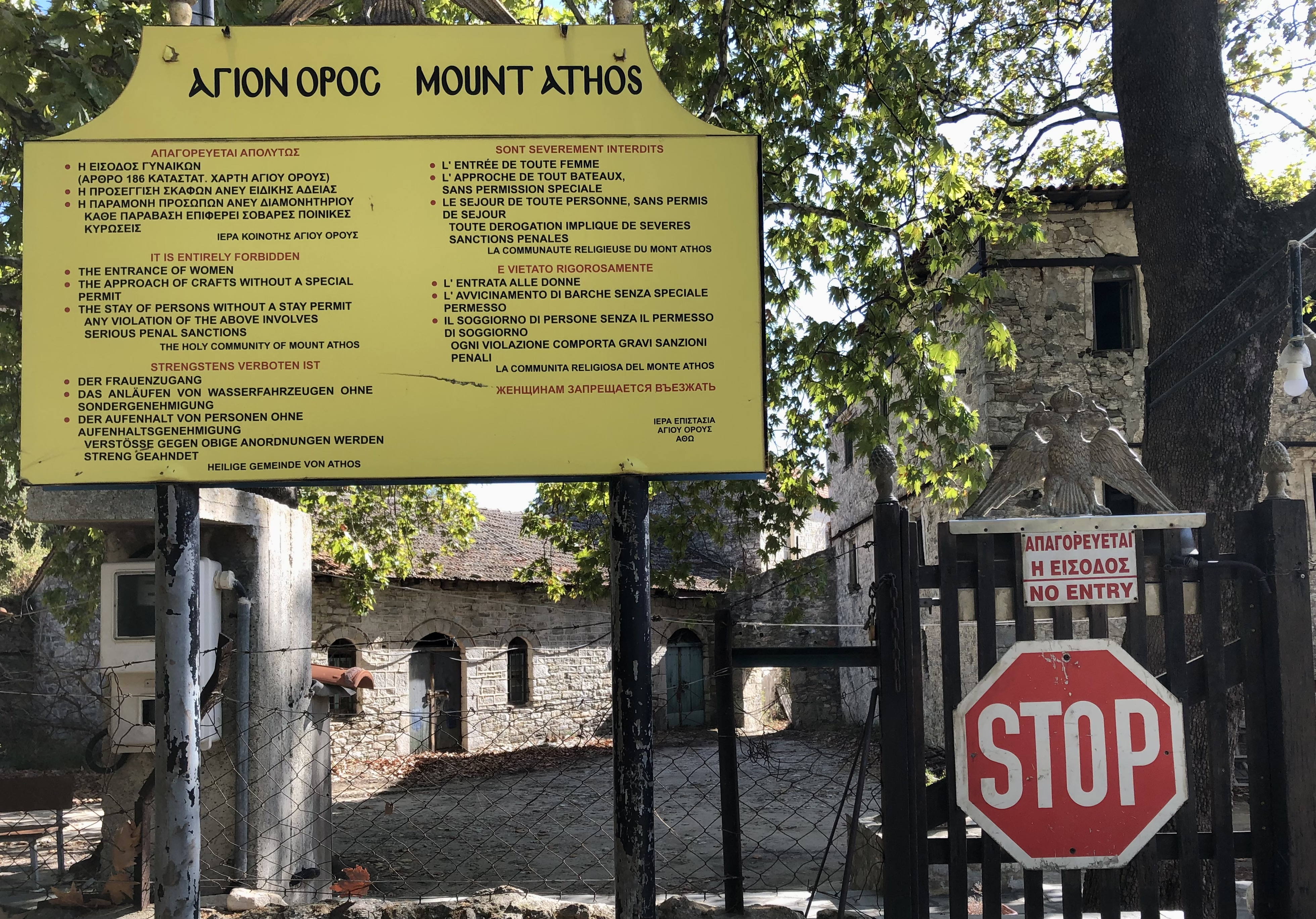
Gränsen till Athos.

Halvön, den östligaste delen av den större Chalkidikehalvön, sticker 60 km ut i Egeiska havet med en bredd på mellan 7 och 12 km och täcker en yta på ungefär 390 km²; berget Athos når som högst en topp på 2033 meter. Då Athos har varit mer eller mindre isolerat från yttre påverkan under mer än 1500 år har floran och faunan fått utvecklas mer eller mindre i fred.

## Historia

### Antiken
Herodotos berättar att pelasger från ön Lemnos befolkade halvön, då kallad "Acte" eller "Akte" (Herodotos, VII:22). Strabon rapporterar om fem städer på halvön, Dion (Dium), Kleonai, Thyssos, Olophyxos (Olophyxis), Acrothoï (Akrothoön) (Strabon, "Geografi", VII:33:1). Eretria etablerade även kolonier på Akte. Två andra städer etablerades under antiken, Akanthos och Sane. Några av dessa städer präglade sina egna mynt.
Halvön låg på Xerxes I:s invasionsväg. Denne lät gräva en kanal över näset för att kunna passera med sin invasionsflotta år 483 f.Kr. Efter Alexander den stores död föreslog skulptören Deinokrates att hela berget skulle göras till en staty av Alexander.

### Tidig kristendom

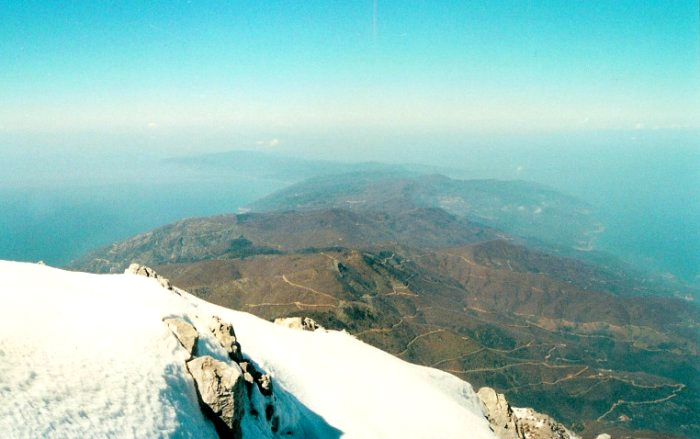
Vy över Athoshalvön från berget Athos

En uråldrig historia berättar om att Jungfru Maria seglade tillsammans med aposteln Johannes från Joppa till Cypern för att besöka Lazarus. När skeppet fördes ur kurs till då hedniska Athos tvingades det att lägga ankar vid hamnen Klement, nära dagens kloster Iviron. Maria vandrade i land och välsignade landet tack vare dess skönhet, och bad sin son om att låta Athos bli hennes trädgård. En röst ska då ha hörts: "låt denna plats bli ditt arv och din trädgård, ett paradis för de frälsta och de som söker frälsning". Sedan dess var berget jungfru Marias land och förbjuden mark för alla andra kvinnor.
Den historiska dokumentationen kring Athos tidiga historia är bristfällig. Det är dock säkert att munkarna funnits där sedan 300-talet, möjligen även 200-talet. Under Konstantin den stores regeringstid bodde både kristna och icke-kristna där. Under Julianus Apostatas tid förstördes kyrkorna på Athos och de kristna gömde sig i skogar och andra svåråtkomliga platser. Senare, under Theodosius I:s regeringstid, förstördes de hedniska templen. Lexiografen Esychios berättar att det på 400-talet fortfarande fanns ett tempel och en staty över Zeus i området. Efter arabernas inträde i Egypten under 800-talet tog sig många munkar från den egyptiska öknen till Athos, vilket var en plats där de kunde finna frid. Ett uråldrigt dokument berättar munkar "...byggde hyddor av trä med halmtak (...) och överlevde genom att äta frukt från de vilda träden som växte i området".

### Bysanseran

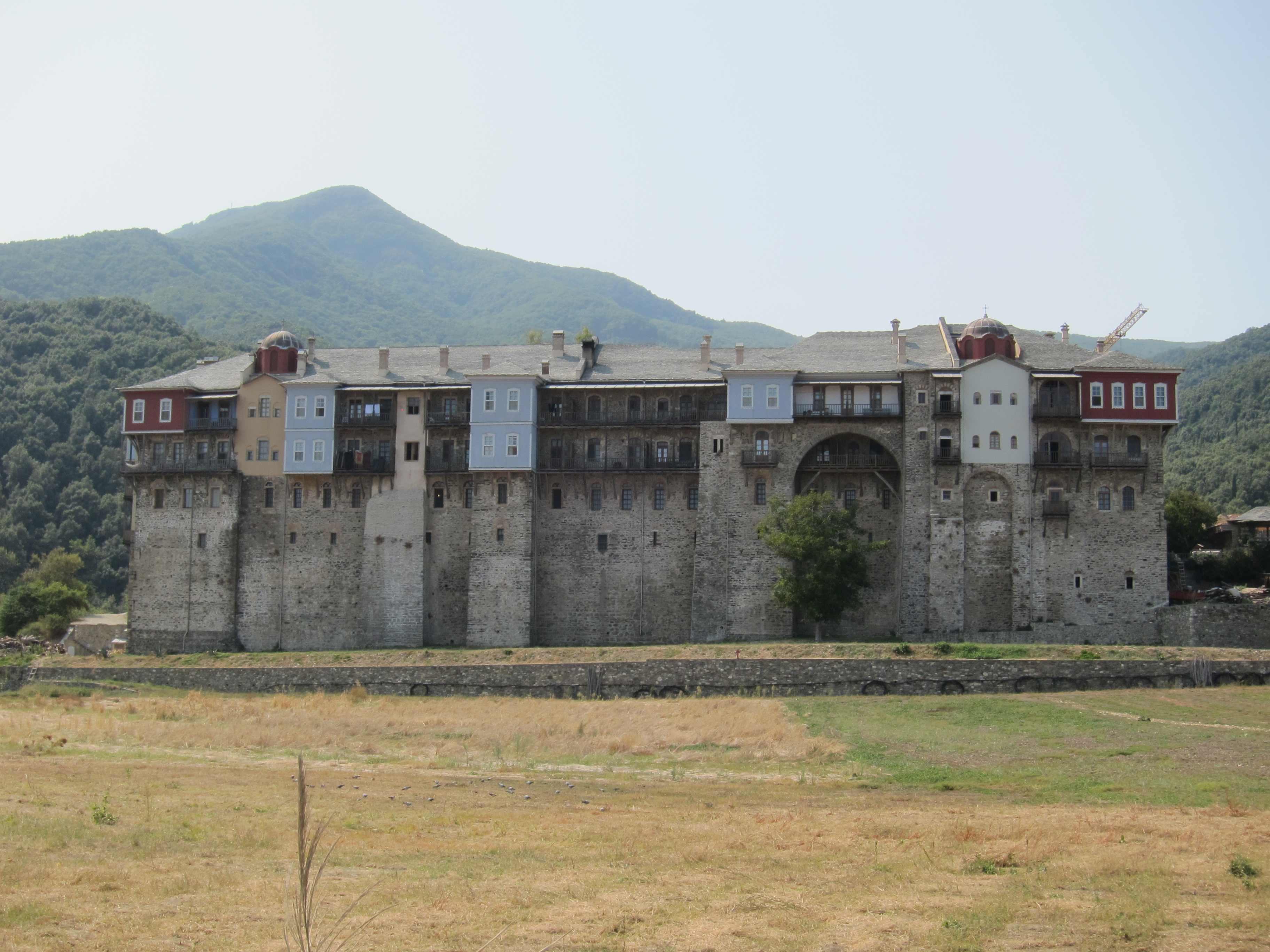
Klostret Iviron

Theofanes (Θεοφάνης ο Ομολογητής, slutet av 700-talet) och Georgios Kedrenos (Γεώργιος Κεδρηνός, 1000-talet) skrev att vulkanen Santorinis utbrott år 726 syntes från Athos, vilket ska bevisa att det då bodde människor där. Historikern Josef Genesios (Γενεσιος) nedtecknade att munkar från Athos deltog vid en tillställning i Nicaea år 843. Runt 860 kom den kände munken Efthymios den unge (Ευθυμιος ο Νεος) till Athos och ett antal munkhyddor byggs kring hans hem, möjligen nära Krya Nera. Basileios I, den tidigare ärkebiskopen över Kreta, lät bygga ett litet kloster där hamnen till dagens kloster Chelandariou ligger. Snart efter detta berättar ett dokument från 883 att Ioannis Kolovos (Ιωαννης Κολοβος) byggde ett kloster vid Megali Vigla. På en gyllene bulla från Basileios I, daterad till 885, utropas Athos som ett heligt berg för munkar, och inga andra än munkar tilläts bosätta sig där. Det finns dokument från år 908 som visar att det fanns en "förste" munk, som var ledare över munkgemenskapen. År 943 kartläggs Athos, och det görs klart att staden Karyes är dess administrativa säte med namnet "Megali Mesi Lavra".
År 958 anländer munken Athanasios av Trebizond (Άγιος Αθανάσιος ο Αθωνίτης) till Athos. År 963 byggs den stora kyrkan "Protaton" i Karyes, och nästa är, med stöd av sin vän Nikeforos II, grundas klostret Stora Lavra. Detta är även idag det största av de tjugo klostren i Athos. Athos åtnjöt skydd av Bysantinska/Östromerska riket under de närmsta århundradena, och dess rikedom växte ordentligt. Med det fjärde korståget under 1200-talet anlände nya katolska ledare, vilket gjorde det nödvändigt för munkarna att klaga och be om Innocentius III:s ingripande. Athos plundrades av katalanska legosoldater under 1300-talet.

### Osmansk överhöghet
Det Bysantinska/Östromerska riket kollapsade under 1400-talet och det muslimska Osmanska riket tog över Athos 1430. Osmanerna beskattade klostren hårt, men lämnade dem i övrigt för det mesta i fred. Athos befolkning och rikedom minskade under de närmsta århundradena, men återuppväcktes under 1800-talet då det fick tillskott av både befolkning och monetära gåvor från östortodoxa kyrkor i Ryssland, Bulgarien, Rumänien och Serbien, och varje land kom att ha viss influens över vissa kloster. År 1912, under Balkankrigen, tvingades osmanerna ut av den grekiska flottan, och efter en kortare konflikt mellan Grekland och Ryssland över Athos överhöghet kom halvön att gå under grekisk överhöghet efter första världskriget.

## Självstyrande autonom region
Sedan 1913 är Athos en autonom region, och en del av Grekland. Detta är fastlagt i den förordning som den heliga gemenskapen utfärdat och enligt ett antal internationella överenskommelser som undertecknades mellan 1913 och 1923. En särskild församling på Athos antog senare en "konstitutionell karta" som ratificerades av Greklands parlament.
Enligt Greklands konstitution är Athos politiskt självstyrd och består av 20 huvudsakliga kloster, samt en huvudstad och administrativt centrum, Karyes, vilket också är hem för guvernören och Greklands representant. Athos status har även godkänts av EU. För att ytterligare tydliggöra Athos autonoma status har man under 2008 börjat utge egna frimärken med inskriptionen AGION OROS ATHOS HELLAS, och på grekiska endast AGION OROS ATHOS.
Runt sekelskiftet har kloster i Athos återkommande gånger brunnit, exempelvis i augusti 1990 och i mars 2004, då en stor brand förstörde stora delar av klostret Hilandar. Eftersom klostren ofta ligger svårtillgängligt på höga berg är det svårt att ta sig dit med brandredskap, och bränder blir ofta förödande.

## Tideräkning
Grekland övergick till gregorianska kalendern i februari 1923, men på Athos är det fortfarande den julianska kalendern som gäller.

## Lista över de tjugo klostren
1. Megísti Lávra (Μεγίστη Λαύρα)
2. Vatopédi (Βατοπέδι)
3. Iviron (Ιβήρων)

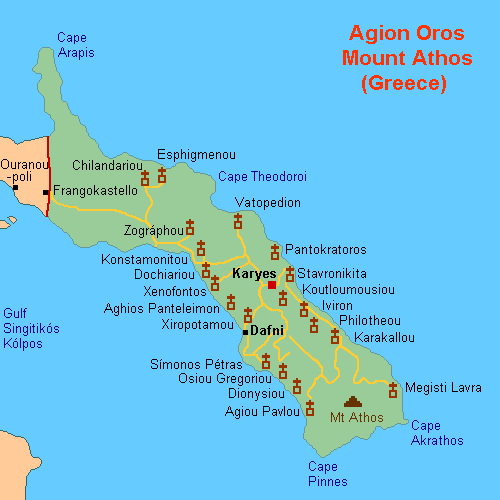
Karta över Athos

4. Chilandariou (Χιλανδαρίου, Хиландар - serbiska)
5. Dionysiou (Διονυσίου)
6. Koutloumousiou (Κουτλουμούσι)
7. Pandokratoros (Παντοκράτορος)
8. Xiropotamou (Ξηροποτάμου)
9. Zografou (Ζωγράφου, Зограф - bulgariska)
10. Dochiariou (Δοχειάρι)
11. Karakalou (Καρακάλλου)
12. Filotheou (Φιλοθέου)
13. Simonos Petra (Σίμωνος Πέτρα or Σιμωνόπετρα)
14. Agiou Pavlou (Αγίου Παύλου)
15. Stavronikita (Σταυρονικήτα)
16. Ksenofondos (Ξενοφώντος)
17. Osiou Grigoriou (Οσίου Γρηγορίου)
18. Esfigmenou (Εσφιγμένου)
19. Agiou Panteleimonos (Αγίου Παντελεήμονος eller Ρωσικό)
20. Konstamonitou (Κωνσταμονίτου)